# Salvatore Palmucci
Salvatore Palmucci (* 21. April 1940 in Rom) ist ein ehemaliger san-marinesischer Radrennfahrer.

## Sportliche Laufbahn
Palmucci war Straßenradsportler und Teilnehmer der Olympischen Sommerspiele 1960 in Rom. Im olympischen Straßenrennen wurde er als 40. bester Fahrer der Mannschaft aus San Marino. Im Mannschaftszeitfahren schied San Marino mit Salvatore Palmucci, Sante Ciacci, Domenico Cecchetti und Vito Corbelli aus dem Wettbewerb aus.